# Josh Cavallo
Joshua John Cavallo (Bentleigh East, Victoria, 1999. november 13. –) ausztrál labdarúgó, aki középpályásként játszik az Adelaide United csapatában. Válogatott szinten az U20-as csapatban szerepelt.
Cavallo coming outjának idején az egyetlen első osztályban futballozó játékos volt, aki nyíltan vállalta, hogy meleg.

## Pályafutása

### Klubcsapatokban

#### Western United
2019. április 15-én a Melbourne City bejelentette, hogy Cavallo elhagyja a klubot, mikor lejár a szerződése a 2018–2019-es szezon végén.

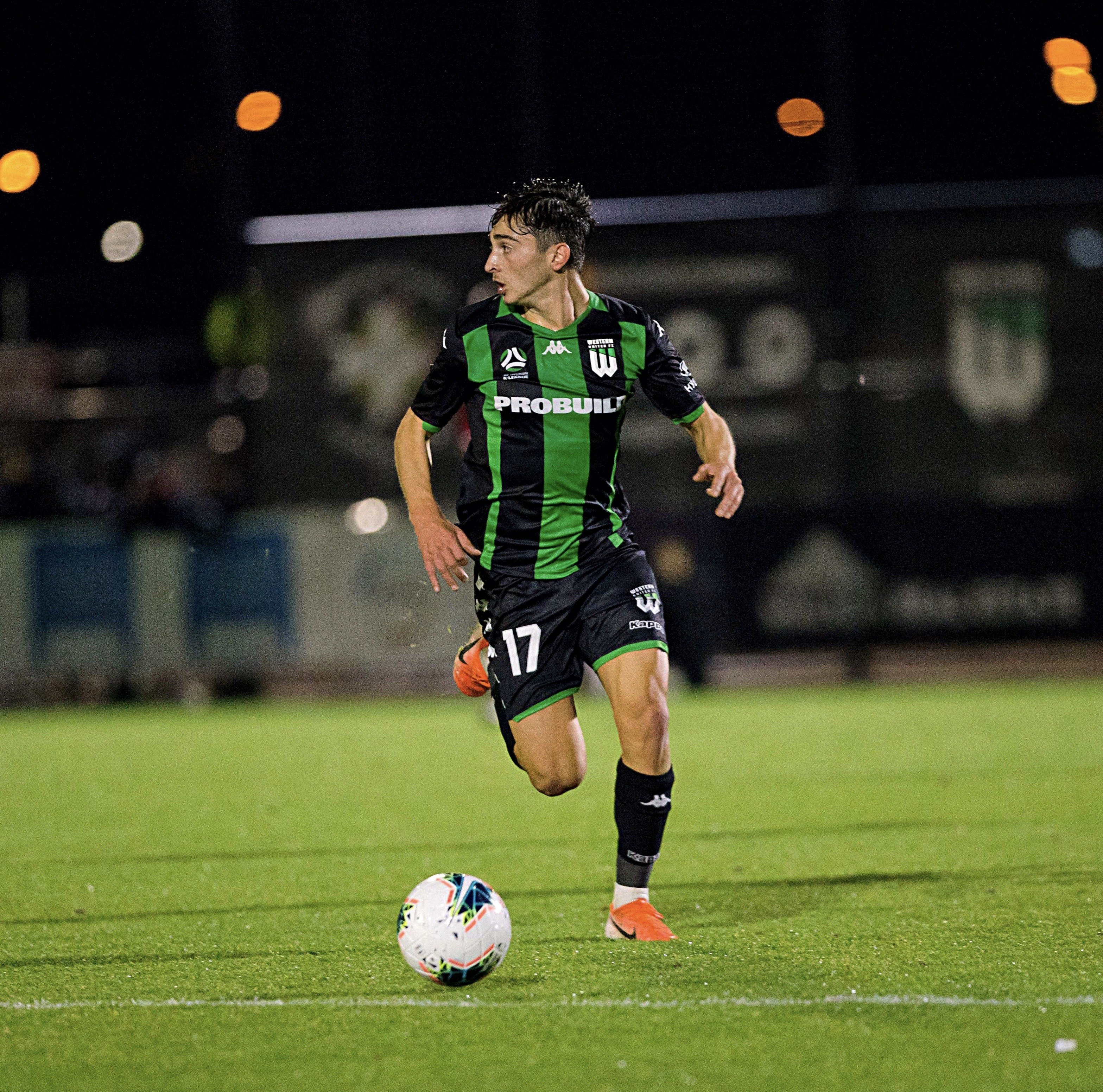
Cavallo a Western United színeiben

2019. június 24-én az újonc Western United bejelentette, hogy Cavallo csatlakozik a csapathoz. 2020. január 3-án mutatkozott be a csapatban, a Melbourne City elleni 3–2-es vereség során. A 71. percben cserélték be Aposztolosz Sztamatelopulosz helyére és rögtön kiharcolt egy büntetőt, mikor összeütközött Dean Bouzanis kapussal, amit Besart Berisha értékesített.
2021. február 10-én a Western United bejelentette, hogy Cavallo elhagyja a csapatot.

#### Adelaide United
2021. február 18-án Cavallo aláírt egy rövid időre érvényes szerződést az Adelaide United csapatával. Egy sikeres időszakot követően a 2020–2021-es szezonban, két évvel meghosszabbították megegyezését május 11-én. Az évad végén megkapta a csapata által átadott A-League Rising Star díjat, miután 15 mérkőzésen kezdő volt és háromszor csereként szerepelt. A díj mellett a csapat rajongói megszavazták a rajongók kedvence elismerés győztesének is.

### A válogatottban
Cavallo az ausztrál válogatottban egyszer szerepelt, U20-as szinten.

## Magánélete
Cavallo 2021 októberében jelentette be, hogy meleg. Ekkor nem volt más nyíltan meleg férfi labdarúgó, aki az első osztályban futballozott volna. Egy közleményben a következőt mondta: „Azt remélem, hogy azzal, hogy megosztom ki vagyok, meg tudom mutatni másoknak, akik LMBTQ+ identitásúak, hogy szívesen látjuk őket a labdarúgás közösségében.” 2024 márciusában eljegyezte partnerét, Leighton Morrellt.
Olasz és máltai származású.

## Statisztikák
2022. április 30-án frissítve.
| Csapat           | Szezon           | Bajnokság        | Bajnokság | Bajnokság | Kupa | Kupa  | Összesen | Összesen |
| Csapat           | Szezon           | Liga             | M.        | Gólok     | M.   | Gólok | M.       | Gólok    |
| ---------------- | ---------------- | ---------------- | --------- | --------- | ---- | ----- | -------- | -------- |
| Western United   | 2019–20          | A-League         | 9         | 0         | –    | –     | 9        | 0        |
| Western United   | 2020–21          | A-League         | 0         | 0         | –    | –     | 0        | 0        |
| Western United   | Összesen         | Összesen         | 9         | 0         | –    | –     | 9        | 0        |
| Adelaide United  | 2020–21          | A-League         | 19        | 0         | –    | –     | 19       | 0        |
| Adelaide United  | 2021–22          | A-League         | 19        | 0         | 3    | 0     | 22       | 0        |
| Adelaide United  | Összesen         | Összesen         | 38        | 0         | 3    | 0     | 41       | 0        |
| Karrier összesen | Karrier összesen | Karrier összesen | 47        | 0         | 3    | 0     | 50       | 0        |